# Jeromesville (Ohio)
Jeromesville es una villa ubicada en el condado de Ashland en el estado estadounidense de Ohio. En el Censo de 2010 tenía una población de 562 habitantes y una densidad poblacional de 596,12 personas por km².

## Geografía
Jeromesville se encuentra ubicada en las coordenadas 40°48′14″N 82°11′46″O / 40.80389, -82.19611. Según la Oficina del Censo de los Estados Unidos, Jeromesville tiene una superficie total de 0.94 km², de la cual 0.94 km² corresponden a tierra firme y (0.27%) 0 km² es agua.

## Demografía
Según el censo de 2010, había 562 personas residiendo en Jeromesville. La densidad de población era de 596,12 hab./km². De los 562 habitantes, Jeromesville estaba compuesto por el 99.11% blancos, el 0% eran afroamericanos, el 0.89% eran amerindios, el 0% eran asiáticos, el 0% eran isleños del Pacífico, el 0% eran de otras razas y el 0% pertenecían a dos o más razas. Del total de la población el 1.07% eran hispanos o latinos de cualquier raza.